# Eteone japanensis
Eteone japanensis är en ringmaskart som beskrevs av McIntosh 1901. Eteone japanensis ingår i släktet Eteone och familjen Phyllodocidae. Inga underarter finns listade i Catalogue of Life.